# 银川钟鼓楼
银川钟鼓楼，位于宁夏回族自治区银川市兴庆区，是中华人民共和国宁夏回族自治区文物保护单位之一。
1988年，授予宁夏回族自治区文物保护单位，是一座古建筑及历史纪念建筑物。